# Catatrama
Catatrama là một trong bốn chi nấm thuộc họ Amanitaceae trong bộ Agaricales. Chi nấm này chỉ có duy nhất một loài đó là Catatrama costaricensis. Nấm costaricensis được tìm thấy ở Costa Rica năm 1991. Đến năm 2007, loài này được công bố cũng xuất hiện ở Brasil.